# Metamazarredia borneensis
Metamazarredia borneensis är en insektsart som beskrevs av Günther, K. 1939. Metamazarredia borneensis ingår i släktet Metamazarredia och familjen torngräshoppor. Inga underarter finns listade i Catalogue of Life.